# Lista spacerów kosmicznych na Międzynarodowej Stacji Kosmicznej
To jest chronologiczna lista spacerów kosmicznych (EVA – od ang. extra-vehicular activities) przeprowadzonych na Międzynarodowej Stacji Kosmicznej (ISS).
Do 25 lipca 2008 odbyło się 114 spacerów kosmicznych, z czego 75 w ramach misji wahadłowców do ISS, a 39 w ramach stałych załóg stacji. Łącznie astronauci spędzili w otwartej przestrzeni 719 godzin i 55 minut. Wszystkie spacery kosmiczne poświęcone były montażowi Międzynarodowej Stacji Kosmicznej.

## 1998–2000
|     | Misja        | Kosmonauci                         | Start (UTC)                | Koniec (UTC)               | Czas trwania | Uwagi                                                                                     |
| --- | ------------ | ---------------------------------- | -------------------------- | -------------------------- | ------------ | ----------------------------------------------------------------------------------------- |
| 1.  | STS-88 EVA 1 | Jerry Ross James Newman            | 7 grudnia 1998 22:10       | 8 grudnia 1998 05:31       | 7 h 21 min   | Podłączenie przewodów zasilających i przesyłu danych między modułem Unity a modułem Zaria |
| 2.  | STS-88 EVA 2 | Jerry Ross James Newman            | 9 grudnia 1998 20:33       | 10 grudnia 1998 03:35      | 7 h 02 min   | Instalacja anten moduły Unity                                                             |
| 3.  | STS-88 EVA 3 | Jerry Ross James Newman            | 12 grudnia 1998 20:33      | 13 grudnia 1998 03:32      | 6 h 59 min   | Instalacja wyposażenia EVA modułu Unity                                                   |
|     |              |                                    |                            |                            |              |                                                                                           |
| 4.  | STS-96       | Tamara Jernigan Daniel Barry       | 30 maja 1999 02:56         | 30 maja 1999 10:51         | 7 h 55 min   | Przywiezienie elementów dźwigów ODT i Strela                                              |
|     |              |                                    |                            |                            |              |                                                                                           |
| 5.  | STS-101      | James Voss Jeffrey Williams        | 22 maja 2000 01:48         | 22 maja 2000 08:32         | 6 h 44 min   | Złożenie i zamontowanie dźwigów                                                           |
|     |              |                                    |                            |                            |              |                                                                                           |
| 6.  | STS-106      | Edward Lu Jurij Malenczenko        | 11 września 2000 04:47     | 11 września 2000 11:01     | 6 h 14 min   | Instalacja magnetometrów i wysięgników                                                    |
|     |              |                                    |                            |                            |              |                                                                                           |
| 7.  | STS-92 EVA 1 | Leroy Chiao William McArthur       | 15 października 2000 14:27 | 15 października 2000 20:55 | 6 h 28 min   | Łączenie przewodów i zamocowanie anten                                                    |
| 8.  | STS-92 EVA 2 | Michael Lopez-Alegria Peter Wisoff | 16 października 2000 14:15 | 16 października 2000 21:22 | 7 h 07 min   | Zamontowanie portu dokującego PMA-3                                                       |
| 9.  | STS-92 EVA 3 | Leroy Chiao William McArthur       | 17 października 2000 14:30 | 17 października 2000 21:18 | 6 h 48 min   | Instalacja kratownicy Z1 Truss na jednym z węzłów Unity                                   |
| 10. | STS-92 EVA 4 | Michael Lopez-Alegria Peter Wisoff | 18 października 2000 15:00 | 18 października 2000 21:56 | 6 h 56 min   | Ukończenie instalacji Z1                                                                  |
|     |              |                                    |                            |                            |              |                                                                                           |
| 11. | STS-97 EVA 1 | Joseph Tanner Carlos Noriega       | 3 grudnia 2000 18:35       | 4 grudnia 2000 02:08       | 7 h 33 min   | Montowanie baterii słonecznych P6 Truss na Z1 Truss                                       |
| 12. | STS-97 EVA 2 | Joseph Tanner Carlos Noriega       | 5 grudnia 2000 17:21       | 5 grudnia 2000 23:58       | 6 h 37 min   | Instalacja i aktywacja baterii słonecznych P6                                             |
| 13. | STS-97 EVA 3 | Joseph Tanner Carlos Noriega       | 7 grudnia 2000 16:13       | 7 grudnia 2000 21:23       | 5 h 10 min   | Zamocowanie paneli ogniw słonecznych, mierników pola elektrycznego                        |

## 2001–2010

### 2001
|     | Misja              | Kosmonauci                       | Start (UTC)                | Koniec (UTC)               | Czas trwania | Uwagi                                                                                              |
| --- | ------------------ | -------------------------------- | -------------------------- | -------------------------- | ------------ | -------------------------------------------------------------------------------------------------- |
| 14. | STS-98 EVA 1       | Thomas Jones Robert Curbeam      | 10 lutego 2001 15:50       | 10 lutego 2001 23:24       | 7 h 34 min   | Instalacja i połączenie laboratorium Destiny do Unity                                              |
| 15. | STS-98 EVA 2       | Thomas Jones Robert Curbeam      | 12 lutego 2001 15:59       | 12 lutego 2001 22:49       | 6 h 50 min   | |
| 16. | STS-98 EVA 3       | Thomas Jones Robert Curbeam      | 14 lutego 2001 14:48       | 14 lutego 2001 20:13       | 5 h 25 min   | Instalacja anteny, rozłożenie radiatora                                                            |
|     |                    |                                  |                            |                            |              | |
| 17. | STS-102 EVA 1      | James Voss Susan Helms           | 11 marca 2001 05:12        | 11 marca 2001 14:08        | 8 h 56 min   | Przygotowanie portu dokującego dla MPLM Leonardo                                                   |
| 18. | STS-102 EVA 2      | Andrew Thomas Paul W. Richards   | 13 marca 2001 05:23        | 13 marca 2001 11:44        | 6 h 21 min   | |
|     |                    |                                  |                            |                            |              | |
| 19. | STS-100 EVA 1      | Chris Hadfield Scott Parazynski  | 22 kwietnia 2001 11:45     | 22 kwietnia 2001 18:55     | 7 h 10 min   | Zamontowanie anteny UHF oraz manipulatora Canadarm2                                                |
| 20. | STS-100 EVA 2      | Chris Hadfield Scott Parazynski  | 24 kwietnia 2001 12:34     | 24 kwietnia 2001 20:14     | 7 h 40 min   | Test kontrolny i inspekcja Canadarm2                                                               |
|     |                    |                                  |                            |                            |              | |
| 21. | Ekspedycja 2       | Jurij Usaczow James Voss         | 8 czerwca 2001 14:21       | 8 czerwca 2001 14:40       | 0 h 19 min   | |
|     |                    |                                  |                            |                            |              | |
| 22. | STS-104 EVA 1      | Michael Gernhardt James Reilly   | 15 lipca 2001 03:10        | 15 lipca 2001 09:09        | 5 h 59 min   | Zamontowanie śluzy powietrznej Quest na jednym z węzłów Unity                                      |
| 23. | STS-104 EVA 2      | Michael Gernhardt James Reilly   | 18 lipca 2001 03:04        | 18 lipca 2001 09:33        | 6 h 29 min   | Instalacja pierwszych dwóch zbiorników gazu śluzy powietrznej Quest                                |
| 24. | STS-104 EVA 3      | Michael Gernhardt James Reilly   | 21 lipca 2001 04:35        | 21 lipca 2001 08:37        | 4 h 02 min   | Instalacja dwóch ostatnich zbiorników gazu śluzy powietrznej Quest                                 |
|     |                    |                                  |                            |                            |              | |
| 25. | STS-105 EVA 1      | Daniel Barry Patrick Forrester   | 16 sierpnia 2001 13:58     | 16 sierpnia 2001 20:14     | 6 h 16 min   | |
| 26. | STS-105 EVA 2      | Daniel Barry Patrick Forrester   | 18 sierpnia 2001 13:42     | 18 sierpnia 2001 19:11     | 5 h 29 min   | |
|     |                    |                                  |                            |                            |              | |
| 27. | Ekspedycja 3 EVA 1 | Władimir Dieżurow Michaił Tiurin | 8 października 2001 14:24  | 8 października 2001 19:22  | 4 h 58 min   | Montaż kabli pomiędzy śluzą powietrzną Pirs a Zwiezdą                                              |
| 28. | Ekspedycja 3 EVA 2 | Władimir Dieżurow Michaił Tiurin | 15 października 2001 09:17 | 15 października 2001 15:08 | 5 h 51 min   | Instalacja Rosyjskich przedziałów eksperymentalnych (MPAC-SeedS) na powierzchni śluzy Pirs         |
| 29. | Ekspedycja 3 EVA 3 | Władimir Dieżurow Michaił Tiurin | 12 listopada 2001 21:41    | 13 listopada 2001 02:46    | 5 h 05 min   | Instalacja okablowania automatycznego systemu dokowania Kurs pomiędzy śluzą Pirs a modułem Zwiezda |
| 30. | Ekspedycja 3 EVA 4 | Władimir Dieżurow Michaił Tiurin | 3 grudnia 2001 13:20       | 3 grudnia 2001 16:06       | 2 h 46 min   | |
|     |                    |                                  |                            |                            |              | |
| 31. | STS-108            | Linda Godwin Daniel Tani         | 10 grudnia 2001 17:52      | 10 grudnia 2001 22:04      | 4 h 12 min   | |

### 2002–2003
|     | Misja              | Kosmonauci                            | Start (UTC)                | Koniec (UTC)               | Czas trwania | Uwagi                                                  |
| --- | ------------------ | ------------------------------------- | -------------------------- | -------------------------- | ------------ | ------------------------------------------------------ |
| 32. | Ekspedycja 4 EVA 1 | Jurij Onufrijenko Carl Walz           | 14 stycznia 2002 20:59     | 14 stycznia 2002 03:02     | 6 h 03 min   |                                                        |
| 33. | Ekspedycja 4 EVA 2 | Jurij Onufrijenko Daniel Bursch       | 25 stycznia 2002 15:19     | 25 stycznia 2002 2118      | 5 h 59 min   |                                                        |
| 34. | Ekspedycja 4 EVA 3 | Carl Walz Daniel Bursch               | 20 lutego 2002 11:38       | 20 lutego 2002 17:25       | 5 h 47 min   |                                                        |
|     |                    |                                       |                            |                            |              |                                                        |
| 35. | STS-110 EVA 1      | Steven L. Smith Rex Walheim           | 11 kwietnia 2002 14:36     | 11 kwietnia 2002 22:24     | 7 h 48 min   | Montowanie S0 Truss na Destiny                         |
| 36. | STS-110 EVA 2      | Jerry Ross Lee Morin                  | 13 kwietnia 2002 14:09     | 13 kwietnia 2002 21:39     | 7 h 30 min   | Ciąg dalszy montażu S0 Truss                           |
| 37. | STS-110 EVA 3      | Steven L. Smith Rex Walheim           | 14 kwietnia 2002 13:48     | 14 kwietnia 2002 20:15     | 6 h 27 min   |                                                        |
| 38. | STS-110 EVA 4      | Jerry Ross Lee Morin                  | 16 kwietnia 2002 14:29     | 16 kwietnia 2002 21:06     | 6 h 37 min   | Instalacja narzędzi dla przyszłych EVA                 |
|     |                    |                                       |                            |                            |              |                                                        |
| 39. | STS-111 EVA 1      | Franklin Chang-Díaz Philippe Perrin   | 9 czerwca 2002 15:27       | 9 czerwca 2002 22:41       | 7 h 14 min   |                                                        |
| 40. | STS-111 EVA 2      | Franklin Chang-Díaz Philippe Perrin   | 11 czerwca 2002 15:27      | 11 czerwca 2002 22:41      | 5 h 00 min   | Przyczepienie Mobile Base System do Mobile Transporter |
| 41. | STS-111 EVA 3      | Franklin Chang-Díaz Philippe Perrin   | 13 czerwca 2002 15:16      | 13 czerwca 2002 22:33      | 7 h 17 min   |                                                        |
|     |                    |                                       |                            |                            |              |                                                        |
| 42. | Ekspedycja 5 EVA 1 | Walerij Korzun Peggy Whitson          | 16 sierpnia 2002 09:25     | 16 sierpnia 2002 1348      | 4 h 23 min   |                                                        |
| 43. | Ekspedycja 5 EVA 2 | Walerij Korzun Siergiej Treszczow     | 26 sierpnia 2002 05:27     | 26 sierpnia 2002 10:48     | 5 h 21 min   | Instalacja narzędzi do EVA na module Zaria             |
|     |                    |                                       |                            |                            |              |                                                        |
| 44. | STS-112 EVA 1      | David Wolf Piers Sellers              | 10 października 2002 15:21 | 10 października 2002 22:22 | 7 h 01 min   |                                                        |
| 45. | STS-112 EVA 2      | David Wolf Piers Sellers              | 12 października 2002 14:31 | 12 października 2002 20:35 | 6 h 04 min   | Instalacja narzędzi dla przyszłych EVA                 |
| 46. | STS-112 EVA 3      | David Wolf Piers Sellers              | 14 października 2002 14:08 | 14 października 2002 20:44 | 6 h 36 min   | Dokończenie instalacji S1 Truss                        |
|     |                    |                                       |                            |                            |              |                                                        |
| 47. | STS-113 EVA 1      | Michael Lopez-Alegria John Herrington | 26 listopada 2002 19:49    | 27 listopada 2002 02:34    | 6 h 45 min   | Zamontowanie P1 Truss                                  |
| 48. | STS-113 EVA 2      | Michael Lopez-Alegria John Herrington | 28 listopada 2002 18:36    | 29 listopada 2002 00:46    | 6 h 10 min   |                                                        |
| 49. | STS-113 EVA 3      | Michael Lopez-Alegria John Herrington | 30 listopada 2002 19:25    | 1 grudnia 2002 02:25       | 7 h 00 min   |                                                        |
|     |                    |                                       |                            |                            |              |                                                        |
| 50. | Ekspedycja 6 EVA 1 | Kenneth Bowersox Donald Pettit        | 15 stycznia 2003 12:50     | 15 stycznia 2003 19:41     | 6 h 51 min   | Rozłożenie radiatorów na P1 Truss                      |
| 51. | Ekspedycja 6 EVA 2 | Kenneth Bowersox Donald Pettit        | 8 kwietnia 2003 12:40      | 8 kwietnia 2003 19:06      | 6 h 26 min   |                                                        |

### 2004–2007
|      | Misja               | Kosmonauci                                 | Start (UTC)                 | Koniec (UTC)                | Czas trwania | Uwagi                                                                        |
| ---- | ------------------- | ------------------------------------------ | --------------------------- | --------------------------- | ------------ | ---------------------------------------------------------------------------- |
| 52.  | Ekspedycja 8        | Michael Foale Aleksandr Kaleri             | 26 lutego 2004 21:17        | 27 lutego 2004 01:12        | 3 h 55 min   |                                                                              |
|      |                     |                                            |                             |                             |              |                                                                              |
| 53.  | Ekspedycja 9 EVA 1  | Giennadij Padałka Edward Fincke            | 24 czerwca 2004 21:57       | 24 czerwca 2004 22:10       | 0 h 13 min   |                                                                              |
| 54.  | Ekspedycja 9 EVA 2  | Giennadij Padałka Edward Fincke            | 30 czerwca 2004 21:19       | 1 lipca 2004 02:59          | 5 h 40 min   | Naprawa żyroskopu                                                            |
| 55.  | Ekspedycja 9 EVA 3  | Giennadij Padałka Edward Fincke            | 3 sierpnia 2004 06:58       | 3 sierpnia 2004 11:28       | 4 h 30 min   |                                                                              |
| 56.  | Ekspedycja 9 EVA 4  | Giennadij Padałka Edward Fincke            | 3 września 2004 16:43       | 3 września 2004 22:04       | 5 h 20 min   | Instalacja anten do dokowania ATV                                            |
|      |                     |                                            |                             |                             |              |                                                                              |
| 57.  | Ekspedycja 10 EVA 1 | Leroy Chiao Saliżan Szaripow               | 26 stycznia 2005 07:43      | 26 stycznia 2005 13:11      | 5 h 28 min   |                                                                              |
| 58.  | Ekspedycja 10 EVA 2 | Leroy Chiao Saliżan Szaripow               | 28 marca 2005 06:25         | 28 marca 2005 11:31         | 5 h 06 min   | Przygotowanie ISS do dokowania ATV, wypuszczenie małego rosyjskiego satelity |
|      |                     |                                            |                             |                             |              |                                                                              |
| 59.  | STS-114 EVA 1       | Sōichi Noguchi Stephen Robinson            | 30 lipca 2005 09:48         | 30 lipca 2005 17:36         | 6 h 50 min   | Naprawa CMG 2                                                                |
| 60.  | STS-114 EVA 2       | Sōichi Noguchi Stephen Robinson            | 1 sierpnia 2005 08:44       | 1 sierpnia 2005 16:14       | 6 h 30 min   | Wymiana CMG 1                                                                |
| 61.  | STS-114 EVA 3       | Sōichi Noguchi Stephen Robinson            | 3 sierpnia 2005 08:48       | 3 sierpnia 2005 15:49       | 6 h 1 min    |                                                                              |
|      |                     |                                            |                             |                             |              |                                                                              |
| 62.  | Ekspedycja 11 EVA 1 | Siergiej Krikalow John Phillips            | 18 sierpnia 2005, 19:02     | 19 sierpnia 2005, 00:00     | 4 h 58 min   |                                                                              |
|      |                     |                                            |                             |                             |              |                                                                              |
| 63.  | Ekspedycja 12 EVA 1 | William McArthur Walerij Tokariew          | 7 listopada 2005, 15:32     | 7 listopada 2005, 20:54     | 5 h 22 min   |                                                                              |
| 64.  | Ekspedycja 12 EVA 2 | William McArthur Walerij Tokariew          | 3 lutego 2006, 9:55         | 3 lutego 2006, 16:27        | 5 h 43 min   |                                                                              |
|      |                     |                                            |                             |                             |              |                                                                              |
| 65.  | Ekspedycja 13 EVA 1 | Pawieł Winogradow Jeffrey Williams         | 1 czerwca 2006 23:48        | 2 czerwca 2006 06:19        | 6 h 31 min   |                                                                              |
|      |                     |                                            |                             |                             |              |                                                                              |
| 66.  | STS-121 EVA 1       | Piers Sellers Michael Fossum               | 8 lipca 2006 13:17          | 8 lipca 2006 20:49          | 7 h 32 min   |                                                                              |
| 67.  | STS-121 EVA 2       | Piers Sellers Michael Fossum               | 10 lipca 2006 7:14          | 10 lipca 2006 14:01         | 6 h 47 min   |                                                                              |
| 68.  | STS-121 EVA 3       | Piers Sellers Michael Fossum               | 12 lipca 2006 7:11          | 12 lipca 2006 13:31         | 6 h 20 min   |                                                                              |
|      |                     |                                            |                             |                             |              |                                                                              |
| 69.  | Ekspedycja 13 EVA 2 | Jeffrey Williams Thomas Reiter             | 3 sierpnia 2006 14:04       | 3 sierpnia 2006 19:58       | 5 h 54 min   |                                                                              |
|      |                     |                                            |                             |                             |              |                                                                              |
| 70.  | STS-115 EVA 1       | Joseph Tanner Heidemarie Stefanyshyn-Piper | 12 września 2006 10:17      | 12 września 2006 15:43      | 5 h 26 min   | Instalacja P3/4 Truss na ISS                                                 |
| 71.  | STS-115 EVA 2       | Daniel Burbank Steven MacLean              | 13 września 2006 9:05       | 13 września 2006 16:16      | 7 h 11 min   | Instalacja P3/4 Truss na ISS                                                 |
| 72.  | STS-115 EVA 3       | Joseph Tanner Heidemarie Stefanyshyn-Piper | 15 września 2006 10:00      | 15 września 2006 16:42      | 6 h 42 min   | Instalacja radiatora na P3/4 Truss                                           |
|      |                     |                                            |                             |                             |              |                                                                              |
| 73.  | Ekspedycja 14 EVA 1 | Michaił Tiurin Michael Lopez-Alegria       | 22 listopada 2006 23:17     | 23 listopada 2006 04:55     | 5 h 38 min   |                                                                              |
|      |                     |                                            |                             |                             |              |                                                                              |
| 74.  | STS-116 EVA 1       | Robert Curbeam Christer Fuglesang          | 12 grudnia 2006 20:31       | 13 grudnia 2006 03:07       | 6 h 36 min   |                                                                              |
| 75.  | STS-116 EVA 2       | Robert Curbeam Christer Fuglesang          | 14 grudnia 2006 19:41       | 15 grudnia 2006 00:41       | 5 h 00 min   |                                                                              |
| 76.  | STS-116 EVA 3       | Robert Curbeam Sunita Williams             | 16 grudnia 2006 19:25       | 17 grudnia 2006 02:57       | 7 h 31 min   |                                                                              |
| 77.  | STS-116 EVA 4       | Robert Curbeam Christer Fuglesang          | 18 grudnia 2006 19:00       | 19 grudnia 2006 01:38       | 6 h 38 min   |                                                                              |
|      |                     |                                            |                             |                             |              |                                                                              |
| 78.  | Ekspedycja 14 EVA 2 | Michael Lopez-Alegria Sunita Williams      | 31 stycznia 2007 15:14      | 31 stycznia 2006 23:09      | 7 h 55 min   |                                                                              |
| 79.  | Ekspedycja 14 EVA 3 | Michael Lopez-Alegria Sunita Williams      | 4 lutego 2007 13:38         | 4 lutego 2007 20:49         | 7 h 11 min   |                                                                              |
| 80.  | Ekspedycja 14 EVA 4 | Michael Lopez-Alegria Sunita Williams      | 8 lutego 2007 13:26         | 8 lutego 2007 20:06         | 6 h 40 min   |                                                                              |
| 81.  | Ekspedycja 14 EVA 5 | Michaił Tiurin Michael Lopez-Alegria       | 22 lutego 2007 10:27        | 22 lutego 2007 16:45        | 6 h 18 min   |                                                                              |
|      |                     |                                            |                             |                             |              |                                                                              |
| 82.  | Ekspedycja 15 EVA 1 | Fiodor Jurczichin Oleg Kotow               | 30 maja 2007 19:05          | 31 maja 2007 00:30          | 5 h 25 min   |                                                                              |
| 83.  | Ekspedycja 15 EVA 2 | Fiodor Jurczichin Oleg Kotow               | 6 czerwca 2007 14:23        | 6 czerwca 2007 20:00        | 5 h 37 min   |                                                                              |
|      |                     |                                            |                             |                             |              |                                                                              |
| 84.  | STS-117 EVA 1       | James Reilly John Olivas                   | 11 czerwca 2007 20:02       | 12 czerwca 2007 02:17       | 6 h 15 min   | Instalacja baterii słonecznych S3/S4 Truss                                   |
| 85.  | STS-117 EVA 2       | Patrick Forrester Steven Swanson           | 13 czerwca 2007 18:28       | 14 czerwca 2007 01:44       | 7 h 16 min   |                                                                              |
| 86.  | STS-117 EVA 3       | James Reilly John Olivas                   | 15 czerwca 2007 17:24       | 16 czerwca 2007 01:22       | 7 h 58 min   |                                                                              |
| 87.  | STS-117 EVA 4       | Patrick Forrester Steven Swanson           | 17 czerwca 2007 16:25       | 17 czerwca 2007 22:54       | 6 h 29 min   |                                                                              |
|      |                     |                                            |                             |                             |              |                                                                              |
| 88.  | Ekspedycja 15 EVA 3 | Clayton Anderson Fiodor Jurczichin         | 23 lipca 2007 10:25         | 23 lipca 2007 18:06         | 7 h 41 min   |                                                                              |
|      |                     |                                            |                             |                             |              |                                                                              |
| 89.  | STS-118 EVA 1       | Richard Mastracchio Dafydd Williams        | 11 sierpnia 2007 16:28      | 11 sierpnia 2007 23:45      | 6 h 17 min   |                                                                              |
| 90.  | STS-118 EVA 2       | Richard Mastracchio Dafydd Williams        | 13 sierpnia 2007 15:32      | 13 sierpnia 2007 22:00      | 6 h 28 min   |                                                                              |
| 91.  | STS-118 EVA 3       | Richard Mastracchio Clayton Anderson       | 15 sierpnia 2007 14:37      | 15 sierpnia 2007 20:05      | 5 h 28 min   |                                                                              |
| 92.  | STS-118 EVA 4       | Dafydd Williams Clayton Anderson           | 18 sierpnia 2007 14:17      | 18 sierpnia 2007 19:02      | 5 h 02 min   |                                                                              |
|      |                     |                                            |                             |                             |              |                                                                              |
| 93.  | STS-120 EVA 1       | Scott Parazynski Douglas Wheelock          | 26 października 2007 10:02  | 26 października 2007 16:16  | 6 h 14 min   | Zamontowanie modułu Harmony do węzła Unity.                                  |
| 94.  | STS-120 EVA 2       | Scott Parazynski Daniel Tani               | 28 października, 2007 09:32 | 28 października, 2007 16:05 | 6 h 33 min   |                                                                              |
| 95.  | STS-120 EVA 3       | Scott Parazynski Douglas Wheelock          | 30 października, 2007 08:45 | 30 października, 2007 15:53 | 7 h 08 min   |                                                                              |
| 96.  | STS-120 EVA 4       | Scott Parazynski Douglas Wheelock          | 3 listopada, 2007 10:03     | 3 listopada, 2007 17:22     | 7 h 19 min   |                                                                              |
|      |                     |                                            |                             |                             |              |                                                                              |
| 97.  | Ekspedycja 16 EVA 1 | Peggy Whitson Jurij Malenczenko            | 9 listopada, 2007 09:54     | 9 listopada, 2007 16:49     | 6 h 55 min   |                                                                              |
| 98.  | Ekspedycja 16 EVA 2 | Peggy Whitson Daniel Tani                  | 20 listopada, 2007 10:10    | 20 listopada, 2007 17:26    | 7 h 16 min   |                                                                              |
| 99.  | Ekspedycja 16 EVA 3 | Peggy Whitson Daniel Tani                  | 24 listopada, 2007 09:50    | 24 listopada, 2007 16:54    | 7 h 04 min   |                                                                              |
| 100. | Ekspedycja 16 EVA 4 | Peggy Whitson Daniel Tani                  | 18 grudnia, 2007 09:50      | 18 grudnia, 2007 16:46      | 6 h 56 min   |                                                                              |

### 2008
|      | Misja                 | Kosmonauci                                       | Start (UTC)             | Koniec (UTC)            | Czas trwania | Uwagi |
| ---- | --------------------- | ------------------------------------------------ | ----------------------- | ----------------------- | ------------ | --- |
| 101. | Ekspedycja 16 EVA 5   | Peggy Whitson Daniel Tani                        | 30 stycznia, 2008 09:56 | 30 stycznia, 2008 17:06 | 7 h 10 min   | |
|      |                       |                                                  |                         |                         |              | |
| 102. | STS-122 EVA 1         | Rex Walheim Stanley Love                         | 11 lutego, 2008 14:13   | 11 lutego, 2008 22:11   | 7 h 58 min   | Instalacja laboratorium ESA – Columbus na ISS. |
| 103. | STS-122 EVA 2         | Rex Walheim Hans Schlegel                        | 13 lutego, 2008 14:27   | 13 lutego, 2008 21:12   | 6 h 45 min   | |
| 104. | STS-122 EVA 3         | Rex Walheim Stanley Love                         | 15 lutego, 2008 13:07   | 15 lutego, 2008 20:32   | 7 h 25 min   | |
|      |                       |                                                  |                         |                         |              | |
| 105. | STS-123 EVA 1         | Richard Linnehan Garrett Reisman                 | 14 marca, 2008 01:18    | 14 marca, 2008 08:19    | 7 h 01 min   | |
| 106. | STS-123 EVA 2         | Richard Linnehan Michael Foreman                 | 15 marca, 2008 23:49    | 16 marca, 2008 06:57    | 7 h 08 min   | |
| 107. | STS-123 EVA 3         | Richard Linnehan Robert Behnken                  | 17 marca, 2008 22:51    | 18 marca, 2008 05:44    | 6 h 53 min   | |
| 108. | STS-123 EVA 4         | Michael Foreman Robert Behnken                   | 20 marca, 2008 22:04    | 21 marca, 2008 04:28    | 6 h 24 min   | |
| 109. | STS-123 EVA 5         | Michael Foreman Robert Behnken                   | 22 marca, 2008 20:34    | 23 marca, 2008 02:36    | 6 h 02 min   | |
|      |                       |                                                  |                         |                         |              | |
| 110. | STS-124 EVA 1         | Michael Fossum Ronald Garan                      | 3 czerwca, 2008 16:24   | 3 czerwca, 2008 23:12   | 6 h 48 min   | Przygotowanie znajdującego się w ładowni wahadłowca japońskiego laboratorium kosmicznego Kibō do instalacji na ISS. |
| 111. | STS-124 EVA 2         | Michael Fossum Ronald Garan                      | 5 czerwca, 2008 15:04   | 5 czerwca, 2008 22:15   | 7 h 11 min   | Instalacja zewnętrznego oprzyrządowania Kibō i jego dalsza instalacja na ISS. |
| 112. | STS-124 EVA 3         | Michael Fossum Ronald Garan                      | 8 czerwca, 2008 13:55   | 8 czerwca, 2008 20:28   | 6 h 33 min   | |
|      |                       |                                                  |                         |                         |              | |
| 113. | Ekspedycja 17 EVA 1   | Siergiej Wołkow Oleg Kononienko                  | 10 lipca 2008 18:48     | 11 lipca 2008 01:06     | 6 h 18 min   | Demontaż sworznia wybuchowego na statku Sojuz. |
| 114. | Ekspedycja 17 EVA 2   | Siergiej Wołkow Oleg Kononienko                  | 15 lipca 2008 17:08     | 15 lipca 2008 23:02     | 5 h 54 min   | Instalacja na module Zwiezda tarczy celowniczej do dokowania nowych m modułów, montaż eksperymentu Wsplesk i demontaż eksperyment Biorisk, inspekcja otworów na sworznie mocujące antenę systemu Kurs. |
|      |                       |                                                  |                         |                         |              | |
| 115. | STS-126 EVA 1         | Heidemarie Stefanyshyn-Piper Stephen G. Bowen    | 18 listopada 2008 18:09 | 19 listopada 2008 01:01 | 6 h 52 min   | Przeniesiono pusty zbiornik azotu z ESP3 do ładowni wahadłowca, przeniesiono nowe złącze węża elastycznego do ESP3, usunięto osłony izolacyjne na mechanizmie cumowniczym Kibō External Facility, rozpoczęto czyszczenie i smarowanie prawoburtowego SARJ i wymiana 11 z jego łożysk tocznych (trundle bearing assemblies).                                                                                             |
| 116. | STS-126 EVA 2         | Heidemarie Stefanyshyn-Piper Robert S. Kimbrough | 20 listopada 2008 17:58 | 21 listopada 2008 00:43 | 6 h 45 min   | Przeniesiono dwa wózki Crew and Equipment Translation Aid (CETA) z prawej burty Mobile Transportera na lewą burtę, nasmarowano ramię maniputatora, kontynuowano czyszczenie i smarowanie prawoburtowego SARJ. EVA został przeprowadzony w dziesiątą rocznicę stacji. |
| 117. | STS-126 EVA 3         | Heidemarie Stefanyshyn-Piper Stephen G. Bowen    | 22 listopada 2008 18:01 | 23 listopada 2008 00:58 | 6 h 57 min   | Zakończono czyszczenie i smarowanie wszystkich, z wyjątkiem jednego, łożysk tocznych (trundle bearing assemblies – TBA) na prawoburtowym SARJ. Ostatni TBA będzie wymieniony podczas EVA 4. |
| 118. | STS-126 EVA 4         | Stephen G. Bowen Robert S. Kimbrough             | 24 listopada 2008 18:24 | 25 listopada 2008 00:31 | 6 h 7 min    | Wymieniono TBA na prawoburtowym SARJ, nasmarowano lewoburtowe SARJ, zainstalowano kamerę wideo, ponowna instalacja osłon izolacyjnych na mechanizmie cumowniczym Kibō External Facility, wykonano serwis manipulatora Kibō, zainstalowano poręcze do spacerów kosmicznych na Kibō, zainstalowano antenę GPS na Kibō, sfotografowano chłodnice i tory kablowe.                                                           |
|      |                       |                                                  |                         |                         |              | |
| 119. | Ekspedycja 18 EVA 1 * | Jurij Łonczakow Edward Fincke                    | 23 grudnia 2008 00:51   | 23 grudnia 2008 06:29   | 5 h 38 min   | Zainstalowano urządzenie do pomiaru energii elektromagnetycznej (próbnik Langmuira) na Pirsie, demontaż rosyjskiego eksperymentu Biorisk, montaż eksperymentu Expose-R na module Zwiezda, a następnie demontaż, gdy nie udało się aktywować i transmitować telemetrii na rozkaz z Ziemi. Montaż eksperymentu Impulse i fotografowanie zewnętrznej struktury ISS w ramach DTO (Detailed Test Objective) „Panorama-2008”. |

### 2009
|      | Misja               | Kosmonauci                        | Start (UTC)              | Koniec (UTC)             | Czas trwania | Uwagi |
| ---- | ------------------- | --------------------------------- | ------------------------ | ------------------------ | ------------ | ----- |
| 120. | Ekspedycja 18 EVA 2 | Jurij Łonczakow Edward Fincke     | 10 marca, 2009 16:22     | 10 marca, 2009 21:11     | 4 h 49 min   |       |
|      |                     |                                   |                          |                          |              |       |
| 121. | STS-119 EVA 1       | Steven Swanson Richard Arnold     | 19 marca, 2009 17:16     | 19 marca, 2009 23:23     | 6 h 07 min   |       |
| 122. | STS-119 EVA 2       | Steven Swanson Joseph Acaba       | 21 marca, 2009 16:51     | 21 marca, 2009 23:21     | 6 h 30 min   |       |
| 123. | STS-119 EVA 3       | Steven Swanson Richard Arnold     | 23 marca, 2009 15:37     | 15 lutego, 2009 22:04    | 6 h 27 min   |       |
|      |                     |                                   |                          |                          |              |       |
| 124. | Ekspedycja 20 EVA 1 | Giennadij Padałka Michael Barratt | 5 czerwca, 2009 7:52     | 5 czerwca, 2009 12:46    | 4 h 54 min   |       |
| 125. | Ekspedycja 20 EVA 2 | Giennadij Padałka Michael Barratt | 10 czerwca, 2009 6:55    | 10 czerwca, 2009 7:07    | 0 h 12 min   |       |
|      |                     |                                   |                          |                          |              |       |
| 126. | STS-127 EVA 1       | David Wolf Timothy Kopra          | 18 lipca, 2009 16:19     | 18 lipca, 2009 21:51     | 5 h 32 min   |       |
| 127. | STS-127 EVA 2       | David Wolf Thomas Marshburn       | 20 lipca, 2009 15:27     | 20 lipca, 2009 22:20     | 6 h 53 min   |       |
| 128. | STS-127 EVA 3       | David Wolf Christopher Cassidy    | 22 lipca, 2009 14:32     | 22 lipca, 2009 20:31     | 5 h 59 min   |       |
| 129. | STS-127 EVA 4       | Michael Fossum Thomas Marshburn   | 24 lipca, 2009 13:54     | 24 lipca, 2009 21:06     | 7 h 12 min   |       |
| 130. | STS-124 EVA 5       | Michael Fossum Thomas Marshburn   | 27 lipca, 2009 11:33     | 27 lipca, 2009 16:27     | 4 h 54 min   |       |
|      |                     |                                   |                          |                          |              |       |
| 131. | STS-128 EVA 1       | John Olivas Nicole Stott          | 1 września, 2009 21:49   | 2 września, 2009 04:24   | 6 h 35 min   |       |
| 132. | STS-128 EVA 2       | John Olivas Christer Fuglesang    | 3 września, 2009 22:13   | 4 września, 2009 04:51   | 6 h 39 min   |       |
| 133. | STS-128 EVA 3       | John Olivas Christer Fuglesang    | 5 września, 2009 20:39   | 6 września, 2009 03:40   | 7 h 01 min   |       |
|      |                     |                                   |                          |                          |              |       |
| 134. | STS-129 EVA 1       | Michael Foreman Robert Satcher    | 19 listopada, 2009 14:24 | 19 listopada, 2009 21:01 | 6 h 37 min   |       |
| 135. | STS-129 EVA 2       | Michael Foreman Randolph Bresnik  | 21 listopada, 2009 14:31 | 21 listopada, 2009 20:39 | 6 h 08 min   |       |
| 136. | STS-129 EVA 3       | Robert Satcher Randolph Bresnik   | 23 listopada, 2009 13:24 | 23 listopada, 2009 19:06 | 5 h 42 min   |       |

## 2011–2020
|      | Misja               | Kosmonauci                           | Start (UTC)              | Koniec (UTC)             | Czas trwania | Uwagi |
| ---- | ------------------- | ------------------------------------ | ------------------------ | ------------------------ | ------------ | ----- |
| 225. | Ekspedycja 61 EVA 7 | Christina Koch Jessica Meir          | 15 stycznia, 2020 11:35  | 15 stycznia, 2020 19:04  | 7 h 29 min   |       |
| 226. | Ekspedycja 61 EVA 8 | Christina Koch Jessica Meir          | 20 stycznia, 2020 11:35  | 20 stycznia, 2020 18:33  | 6 h 58 min   |       |
| 227. | Ekspedycja 61 EVA 9 | Andrew Morgan Luca Parmitano         | 25 stycznia, 2020 12:04  | 25 stycznia, 2020 18:20  | 6 h 16 min   |       |
|      |                     |                                      |                          |                          |              |       |
| 228. | Ekspedycja 63 EVA 1 | Chris Cassidy Robert Behnken         | 26 czerwca, 2020 11:32   | 26 czerwca, 2020 17:39   | 6 h 07 min   |       |
| 229. | Ekspedycja 63 EVA 2 | Chris Cassidy Robert Behnken         | 1 lipca, 2020 11:13      | 1 lipca, 2020 16:14      | 6 h 01 min   |       |
| 230. | Ekspedycja 63 EVA 3 | Chris Cassidy Robert Behnken         | 16 lipca, 2020 11:10     | 16 lipca, 2020 17:10     | 6 h 00 min   |       |
| 231. | Ekspedycja 63 EVA 4 | Chris Cassidy Robert Behnken         | 21 lipca, 2020 11:12     | 21 lipca, 2020 16:41     | 5 h 29 min   |       |
|      |                     |                                      |                          |                          |              |       |
| 232. | Ekspedycja 64 EVA 1 | Sergey Ryzhikov Sergey Kud-Sverchkov | 18 listopada, 2020 15:12 | 18 listopada, 2020 22:00 | 6 h 48 min   |       |

## 2021–2030

### 2021
|      | Misja               | Kosmonauci                     | Start (UTC)             | Koniec (UTC)            | Czas trwania | Uwagi |
| ---- | ------------------- | ------------------------------ | ----------------------- | ----------------------- | ------------ | ----- |
| 233. | Ekspedycja 64 EVA 2 | Michael Hopkins Victor Glover  | 27 stycznia, 2021 11:28 | 27 stycznia, 2021 18:24 | 6 h 56 min   |       |
| 234. | Ekspedycja 64 EVA 3 | Michael Hopkins Victor Glover  | 1 lutego, 2021 12:56    | 1 lutego, 2021 18:16    | 5 h 20 min   |       |
| 235. | Ekspedycja 64 EVA 4 | Kathleen Rubins Victor Glover  | 28 lutego, 2021 11:12   | 28 lutego, 2021 18:16   | 7 h 04 min   |       |
| 236. | Ekspedycja 64 EVA 5 | Kathleen Rubins Soichi Noguchi | 5 marca, 2021 11:37     | 5 marca, 2021 18:33     | 6 h 56 min   |       |
| 237. | Ekspedycja 64 EVA 6 | Michael Hopkins Victor Glover  | 13 marca, 2021 13:14    | 13 marca, 2021 20:01    | 6 h 47 min   |       |
|      |                     |                                |                         |                         |              |       |
| 238. | Ekspedycja 65 EVA 1 | Oleg Nowicki Pyotr Dubrov      | 2 czerwca, 2021 05:53   | 2 czerwca, 2021 13:12   | 7 h 19 min   |       |
| 239. | Ekspedycja 65 EVA 2 | Thomas Pesquet Victor Glover   | 16 czerwca, 2021 12:11  | 16 czerwca, 2021 19:26  | 6 h 47 min   |       |
| 240. | Ekspedycja 65 EVA 3 | Thomas Pesquet Victor Glover   | 20 czerwca, 2021 11:42  | 20 czerwca, 2021 18:10  | 6 h 28 min   |       |
| 241. | Ekspedycja 65 EVA 4 | Thomas Pesquet Victor Glover   | 25 czerwca, 2021 11:52  | 25 czerwca, 2021 18:37  | 6 h 45 min   |       |
| 242. | Ekspedycja 65 EVA 5 | Oleg Nowicki Pyotr Dubrov      | 3 września, 2021 14:41  | 3 września, 2021 22:35  | 7 h 54 min   |       |
| 243. | Ekspedycja 65 EVA 6 | Oleg Nowicki Pyotr Dubrov      | 9 września, 2021 14:51  | 9 września, 2021 22:16  | 7 h 25 min   |       |
| 244. | Ekspedycja 65 EVA 7 | Akihiko Hoshide Thomas Pesquet | 12 września, 2021 12:15 | 12 września, 2021 19:09 | 6 h 54 min   |       |
|      |                     |                                |                         |                         |              |       |
| 245. | Ekspedycja 66 EVA 1 | Kayla Barron Thomas Marshburn  | 2 grudnia, 2021 11:15   | 2 grudnia, 2021 17:47   | 6 h 32 min   |       |

### 2022
|      | Misja               | Kosmonauci                            | Start (UTC)              | Koniec (UTC)             | Czas trwania | Uwagi |
| ---- | ------------------- | ------------------------------------- | ------------------------ | ------------------------ | ------------ | --- |
| 246. | Ekspedycja 66 EVA 2 | Anton Szkaplerow Piotr Dubrow         | 19 stycznia, 2022 12:17  | 19 stycznia, 2022 19:28  | 7 h 11 min   | |
| 247. | Ekspedycja 66 EVA 3 | Kayla Barron Raja Chari               | 15 marca, 2022 12:12     | 15 marca, 2022 19:06     | 6 h 54 min   | |
| 248. | Ekspedycja 66 EVA 4 | Raja Chari Matthias Maurer            | 23 marca, 2022 12:32     | 23 marca, 2022 19:26     | 6 h 54 min   | |
|      |                     |                                       |                          |                          |              | |
| 249. | Ekspedycja 67 EVA 1 | Oleg Artiemjew Denis Matwiejew        | 18 kwietnia, 2022 13:01  | 18 kwietnia, 2022 21:37  | 6 h 37 min   | Oleg Artiemjew i Denis Matwiejew wychodząc z modułu Poisk, zainstalowali oprzyrządowanie na Nauce oraz na module Priczał. Podłączyli sterowanie Europejskiego robotycznego ramienia. Zainstalowali poręcze zewnętrzne oraz adapter, który umożliwi transfer ładunku bezpośrednio do segmentu rosyjskiego |
| 250. | Ekspedycja 67 EVA 2 | Oleg Artiemjew Denis Matwiejew        | 28 kwietnia, 2022 14:58  | 28 kwietnia, 2022 22:40  | 7 h 42 min   | Wychodząc z modułu Poisk, podczas czwartego spaceru w celu instalacji techniki na Nauce oraz na module Priczał, aby podłączyć European Robotic Arm, Oleg Artiemjew i Denis Matwiejew wyrzucili osłony cieplne, zwolnili blokady uruchamiania oraz zwinęli ramię do zabezpieczonego miejsca (stanowisko 2) w przedniej części laboratorium, gdzie zostało ono zatrzaśnięte. Z powodu braku czasu, nie zdążyli zwolnić chwytaka na stanowisku 1 i ramię zostało zakrzywione nad panelami słonecznymi. Kosmonauci zainstalowali również poręcze przy Nauce i ramieniu ERA, a także rozmieścili kopię Sztandaru Zwycięstwa na Dzień Zwycięstwa z boku stacji. ERA został sprawdzony od wewnątrz, jednak próby chwycenia czegoś na stanowisku 3 były nieudane. Na koniec ramię zostało cofnięte i odstawione na miejsce, aby nie przeszkadzać w przyszłych operacjach dokowania oraz aby nie zawadzały o ster Nauki. |
| 251. | Ekspedycja 67 EVA 3 | Oleg Artiemjew Samantha Cristoforetti | 21 lipca, 2022 14:50     | 21 lipca, 2022 21:55     | 7 h 05 min   | Oleg Artiemjew i Samantha Cristoforetti wychodząc z modułu Poisk, czas trwania 7 g. 5 m., ręczne wystrzelenie dziesięciu nanosatelitów i kontynuacja pracy z europejskim manipulatorem ERA. Piąte z rzędu wyjście w celu montażu modułu Nauka. |
| 252. | Ekspedycja 67 EVA 4 | Oleg Artiemjew Denis Matwiejew        | 17 sierpnia, 2022 13:53  | 17 sierpnia, 2022 17:54  | 4 h 01 min   | Szóste z rzędu wyjście w celu montażu modułu Nauka, a także prace przygotowawcze do transferu modułów rosyjskich. Zainstalowano dwie kamery na złączeniach i kontynuowano pracę z europejskim manipulatorem ERA. |
| 253. | Ekspedycja 67 EVA 5 | Oleg Artiemjew Denis Matwiejew        | 2 września, 2022 13:25   | 2 września, 2022 21:12   | 7 h 47 min   | Siódme z rzędu wyjście w celu montażu modułu Nauka. Kosmonauci wykonali zadanie, które zostało przeniesione z poprzednich dwóch spacerów kosmicznych. Zainstalowali panel sterowania ERA w nowym punkcie bazowym, usunęli pierścienie startowe i osłony z ERA, przywrócili ramię do „trybu chwytaka”, przeprowadzili test na ERA i zainstalowali dwa adaptery ładunku na Nauka. |
|      |                     |                                       |                          |                          |              | |
| 254. | Ekspedycja 68 EVA 1 | Josh Cassada Francisco Rubio          | 15 listopada, 2022 14:14 | 15 listopada, 2022 21:25 | 7 h 11 min   | |
| 255. | Ekspedycja 68 EVA 2 | Siergiej Prokopiew Dmitrij Pietielin  | 17 listopada, 2022 14:39 | 17 listopada, 2022 21:07 | 6 h 25 min   | |
| 256. | Ekspedycja 68 EVA 3 | Josh Cassada Frank Rubio              | 3 grudnia, 2022 12:16    | 3 grudnia, 2022 19:21    | 7 h 05 min   | |
| 257. | Ekspedycja 68 EVA 4 | Frank Rubio Josh Cassada              | 22 grudnia, 2022 13:19   | 22 grudnia, 2022 20:27   | 7 h 08 min   | |

### 2023
|      | Misja               | Kosmonauci                           | Start (UTC)                 | Koniec (UTC)                | Czas trwania | Uwagi |
| ---- | ------------------- | ------------------------------------ | --------------------------- | --------------------------- | ------------ | ----- |
| 258. | Ekspedycja 68 EVA 5 | Koichi Wakata Nicole Mann            | 20 stycznia, 2023 13:14     | 20 stycznia, 2023 20:35     | 7 h 21 min   |       |
| 259. | Ekspedycja 68 EVA 6 | Nicole Mann Koichi Wakata            | 2 lutego, 2023 12:45        | 20 stycznia, 2023 19:26     | 6 h 41 min   |       |
|      |                     |                                      |                             |                             |              |       |
| 260. | Ekspedycja 69 EVA 1 | Siergiej Prokopiew Dmitrij Pietielin | 19 kwietnia, 2023 01:40     | 19 kwietnia, 2023 09:35     | 7 h 55 min   |       |
| 261. | Ekspedycja 69 EVA 2 | Stephen Bowen Sultan Al Neyadi       | 28 kwietnia, 2023 13:11     | 28 kwietnia, 2023 20:12     | 7 h 01 min   |       |
| 262. | Ekspedycja 69 EVA 3 | Siergiej Prokopiew Dmitrij Pietielin | 3 maja, 2023 20:00          | 4 maja, 2023 03:11          | 7 h 11 min   |       |
| 263. | Ekspedycja 69 EVA 4 | Siergiej Prokopiew Dmitrij Pietielin | 12 maja, 2023 15:47         | 12 maja, 2023 23:01         | 5 h 14 min   |       |
| 264. | Ekspedycja 69 EVA 5 | Stephen Bowen Woody Hoburg           | 9 czerwca, 2023 13:15       | 9 czerwca, 2023 19:18       | 6 h 03 min   |       |
| 265. | Ekspedycja 69 EVA 6 | Stephen Bowen Woody Hoburg           | 15 czerwca, 2023 12:42      | 15 czerwca, 2023 18:17      | 5 h 35 min   |       |
| 266. | Ekspedycja 69 EVA 7 | Siergiej Prokopiew Dmitrij Pietielin | 22 czerwca, 2023 14:24      | 22 czerwca, 2023 20:48      | 6 h 24 min   |       |
| 267. | Ekspedycja 69 EVA 8 | Siergiej Prokopiew Dmitrij Pietielin | 9 sierpnia, 2023 14:44      | 9 sierpnia, 2023 21:19      | 6 h 35 min   |       |
|      |                     |                                      |                             |                             |              |       |
| 268. | Ekspedycja 70 EVA 1 | Oleg Kononienko Nikolai Chub         | 25 października, 2023 17:49 | 26 października, 2023 01:30 | 7 h 41 min   |       |
| 269. | Ekspedycja 70 EVA 2 | Jasmin Moghbeli Loral O’Hara         | 1 listopada, 2023 12:05     | 1 listopada, 2023 18:47     | 6 h 42 min   |       |